# Team Sleep
Team Sleep er et ambient/alternative band med Chino Moreno som forsanger/guitarist, bedre kendt fra gruppen Deftones.

| Musik | Spire Denne musikartikel er en spire som bør udbygges. Du er velkommen til at hjælpe Wikipedia ved at udvide den. |